# Center for Sundhed og Livsstil
Center for Sundhed og Livsstil (CSL)  er et landsdækkende koncept med 18 centre i Danmark (2008) og er en paraplyorganisation under AOF Danmark, som blandt andet tilbyder sundhedsrelaterede uddannelser og kurser. 
Centrets mål at gøre mennesker robuste og handlingsorienterede i forhold til deres egen sundhed såvel i arbejdslivet som i familie- og fritidslivet og bygger bro til den offentlige sektors sundheds- og arbejdsmarkedsafdelinger, virksomhedernes  medarbejderes værdier og visioner for det gode arbejdsliv samt for privatpersoner, der får mulighed for at arbejde med egne problemstillinger i fællesskab med andre.
CSL er  ikke et behandlingstilbud men et supplement til det etablerede behandlingssystem. 

## Ekstern henvisning
- Organisationens hjemmeside Arkiveret 29. september 2008 hos  Wayback Machine